# Піковець Іван Васильович
Піковець Іван Васильович (нар. близько 1710 — пом. 1 лютого 1751, Глухів) — український державний діяч доби Гетьманщини. Сотник Лукомської сотні Лубенського полку (1732—1741 рр.), писар Генерального військового суду (1743—1751 рр.). Зять сотника Конотопської сотні Ніжинського полку Андрія Лизогуба.

## Біографія
Походив з родини козацької старшини.
Навчався у Києво-Могилянській академії: 1725 — студент класу риторики й секретар Молодшої конгрегації (Congregatio minor), 1727 — студент класу філософії.
1732–1741 Піковець — лукомський сотник. 1743–1751 — писар Генерального військового суду.
Брав участь у обранні гетьманом Лівобережної України Кирила Розумовського 22 лютого 1751 року у Глухові. Разом із старшинами — генеральним бунчужним Дем'яном Оболонським, ніжинським полковником Семеном Кочубеєм та бунчуковим товаришем Іллею Журманом  їздив до самої імператриці до Петербурга
Був одружений з дочкою сотника Конотопської сотні Андрія Лизогуба Оленою Лизогуб. Мав володіння у селі Іванівка (70 дворів), у селі Мойсіївка Лукомської сотні, будинок у містечку Луком'я, землі у селах Мозоліївка та Олександрівка. Заселив кілька слобід, серед яких найбільшою була Іванівка.
Помер 1 лютого 1751. Похований біля Миколаївської церкви у Глухові.